# 堀池洋充
堀池 洋充（ほりいけ ひろみつ、1971年5月24日 - ）は、静岡県出身の元サッカー選手。現役時代のポジションはゴールキーパー（GK）。

## 来歴
清水東高校3年次には同期の相馬直樹と共に、全国高校選手権へ出場。優勝候補の一角と目されたが3回戦で武南高校に敗れた。1学年後輩には野々村芳和がおり、慶應大でも共にプレーした。
1990年に慶應義塾大学に進学し、同大学のソッカー部に入部。1年時から同部の正GKに入り、在学中の4年連続でリーグ戦のベストイレブンに選出された。なお、高校同期の相馬は早稲田大学に進学し、同大学のア式蹴球部に入部したため、早慶戦と呼ばれる両大学の対戦は堀池対相馬の同期生対決ともなった。身長175cmとGKとしては小柄ながら、1992年にはバルセロナオリンピックのアジア最終予選メンバーに選出され、下川健一とポジションを争った。大学4年次の1993年にJリーグが開幕し、堀池もJリーグクラブ入りを視野に入れていたが「能力以前に身長で断られ（堀池談）」プロ入りは果たせなかった。
1994年、大学の先輩で、1990年-91年にOBとしてソッカー部のコーチを務めていた鈴木徳彦から勧誘され、東京ガスの社員として就職し、アマチュア契約の社員選手としてジャパンフットボールリーグ（旧JFL）の東京ガスサッカー部に入部。前年の正GK加藤竜二が退団したこともあって、1年目から公式戦全試合に出場して正GKの座を掴み、以後、抜群の身体能力を活かして旧JFLを戦うチームを後方から支えた。1997年には第77回天皇杯で好セーブを連発し、名古屋グランパスエイト（現名古屋グランパス）、横浜マリノス（現横浜F・マリノス）、ベルマーレ平塚（現湘南ベルマーレ）のJリーグ勢3チームを次々と撃破してのベスト4入りの立役者となった。1998年には旧JFLで初優勝を飾り、JFL年間表彰でベストGK賞に選出された。
1999年、クラブはFC東京へ名称を変え、プロクラブ化してJリーグディビジョン2（J2）に参加したが、堀池は社員選手のままで在籍を続けた。同年7月4日の対コンサドーレ札幌戦では、相手選手と激突して右肩を脱臼し、負傷退場。堀池の離脱中は鈴木敬之がGKを務め、チームはJリーグ ディビジョン1（J1）昇格を果たした。
2000年、新加入のGK土肥洋一が活躍を続ける中、堀池は肩の故障の影響が残り、控えにとどまっていた。7月8日の川崎フロンターレ戦 で後半41分から途中出場し、この試合が復帰戦となったが、以後、リーグ戦の出場は無く、この試合が唯一のJ1出場となった。土肥の負傷もあって、リーグ戦終了後の第80回天皇杯に出場したがヴァンフォーレ甲府に敗れ、この試合を最後に契約非継続により退団。「社業に専念」という形で現役を引退した。後に母校の慶應義塾大学ソッカー部コーチを務めている。
2008年5月11日、東京ガスサッカー部からFC東京にかけてのチームメートであるFWアマラオの有志での引退試合「アマラオファイナルマッチ」に参加。堀池は東京ガスOBを中心とする「TOKYO LEGENDS」の一員として出場しアマラオと対決することになったが、引退試合らしからぬ鉄壁セーブで 試合の主役であるアマラオを無得点に抑えてしまった。

## 所属クラブ
- 清水FC (清水市立高部小学校、清水市立第六中学校)[1]
- 静岡県立清水東高等学校
- 慶應義塾大学体育会ソッカー部
- 1994年 - 2000年  東京ガスサッカー部 / 東京ガスフットボールクラブ / FC東京

## 個人成績
| 国内大会個人成績 | 国内大会個人成績 | 国内大会個人成績 | 国内大会個人成績 | 国内大会個人成績 | 国内大会個人成績 | 国内大会個人成績 | 国内大会個人成績 | 国内大会個人成績 | 国内大会個人成績 | 国内大会個人成績 | 国内大会個人成績 |
| 年度             | クラブ           | 背番号           | リーグ           | リーグ戦         | リーグ戦         | リーグ杯         | リーグ杯         | オープン杯       | オープン杯       | 期間通算         | 期間通算         |
| 年度             | クラブ           | 背番号           | リーグ           | 出場             | 得点             | 出場             | 得点             | 出場             | 得点             | 出場             | 得点             |
| 日本             | 日本             | 日本             | 日本             | リーグ戦         | リーグ戦         | リーグ杯         | リーグ杯         | 天皇杯           | 天皇杯           | 期間通算         | 期間通算         |
| ---------------- | ---------------- | ---------------- | ---------------- | ---------------- | ---------------- | ---------------- | ---------------- | ---------------- | ---------------- | ---------------- | ---------------- |
| 1994             | 東京ガス         | 1                | 旧JFL            | 30               | 0                | -                | -                | 3                | 0                | 33               | 0                |
| 1995             | 東京ガス         | 1                | 旧JFL            | 27               | 0                | -                | -                | 1                | 0                | 28               | 0                |
| 1996             | 東京ガス         | 1                | 旧JFL            | 26               | 0                | -                | -                | 1                | 0                | 27               | 0                |
| 1997             | 東京ガス         | 1                | 旧JFL            | 8                | 0                | -                | -                | 6                | 0                | 14               | 0                |
| 1998             | 東京ガス         | 1                | 旧JFL            | 30               | 0                | -                | -                | 3                | 0                | 33               | 0                |
| 1999             | FC東京           | 1                | J2               | 16               | 0                | 4                | 0                | 0                | 0                | 20               | 0                |
| 2000             | FC東京           | 1                | J1               | 1                | 0                | 0                | 0                | 1                | 0                | 2                | 0                |
| 通算             | 日本             | 日本             | J1               | 1                | 0                | 0                | 0                | 1                | 0                | 2                | 0                |
| 通算             | 日本             | 日本             | J2               | 16               | 0                | 4                | 0                | 0                | 0                | 20               | 0                |
| 通算             | 日本             | 日本             | 旧JFL            | 121              | 0                | -                | -                | 14               | 0                | 135              | 0                |
| 総通算           | 総通算           | 総通算           | 総通算           | 138              | 0                | 4                | 0                | 15               | 0                | 157              | 0                |

- 1994年4月24日：ジャパンフットボールリーグ初出場 - JFL第1節 vsNEC山形サッカー部 (西が丘)
- 1998年5月10日：ジャパンフットボールリーグ100試合出場 - JFL第9節 vs大宮アルディージャ (西が丘)
- 1999年3月14日：Jリーグ ディビジョン2初出場 - J2第1節 vsサガン鳥栖 (西が丘)
- 2000年7月08日：Jリーグ ディビジョン1初出場 - J1 2nd第3節 vs川崎フロンターレ (国立)[3]

## 代表・選抜歴
- 静岡県選抜
  - 1989年 - 国民体育大会サッカー競技
- 高校生選抜
  - 1990年 - ベリンツォーナ国際ユースサッカー大会 (it)
- U-23日本代表
  - 1992年 - バルセロナオリンピックサッカーアジア予選
- ユニバーシアード日本代表
  - 1993年 - ユニバーシアードバッファロー大会

## 個人タイトル
- 全国高等学校サッカー選手権大会 優秀選手 (1989年)
- 関東大学サッカーリーグ戦1部 ベストイレブン (1993年)
- 関東大学サッカーリーグ戦2部 ベストイレブン (1990年、1991年、1992年)
- ジャパンフットボールリーグ ベストイレブン (1998年)
- ジャパンフットボールリーグ ベストGK賞 (1998年)

## 指導歴
- 慶應義塾大学体育会ソッカー部：コーチ